# Біжбуляк
Біжбуля́к (рос. Бижбуляк, башк. Бишбүләк) — село, центр Біжбуляцького району Башкортостану, Росія. Адміністративний центр Біжбуляцької сільської ради.
Станом на 2002 рік частина села з населенням 766 осіб відносилась до складу Тельманівської сільради.
Населення — 6446 осіб (2010; 6373 в 2002).
Національний склад:
- чуваші — 42,1 %
- татари — 28,5 %
- росіяни — 16,6 %
- башкири — 8,2 %